# Iljušin Il-96
Iljušin Il-96 je širokotrupni turbo-mlazni putnički zrakoplov srednjeg i velikog doleta. Dizajnirala ga je sovjetska tvrtka Iljušin. Pogone ga četiri Aviadvigatel PS-90 motora. Prvi let je ostvario 28. rujna 1988., a u uporabu je uveden 1992. kada je prvi primjerak isporučen Aeroflotu.

## Dizajn i razvoj
Iljušin Il-96 je razvijen na osnovi svoga prethodnika Iljušina Il-86. U odnosu na njega Il-96 je kraći, ali s većim doletom i naprednom tehnologijom. Na krajevima krila se nalaze dodaci (winglet) koji poboljšavaju aerodinamička svojstva zrakoplova i omogućavaju uštede u gorivu. Pilotska kabina je opremljena sa šest modernih LCD zaslona (glass cocpit), a zrakoplovom se upravlja sustavom fly-by-wire. Moderna tehnologija je omogućila da se ovim zrakoplovom upravlja sa samo dva člana posade. Tržištu su ponuđene tri varijante zrakoplova: Il-96-300, Il-96M/T i Il-96-400.
Iljušin Il-96-300 ima kapacitet od 262 putnika u kombinaciji s dvije putničke klase u rasporedu 3-3-3. Cijena zrakoplova je bila oko 30% niža u odnosu na zapadne konkurente. Ruskim tvrtkama to nije bio dovoljan razlog za kupnju te je proizvedeno samo 29 primjeraka u preko dvadeset godina proizvodnje.
U kolovozu 2009. je objavljeno da se odustaje od daljnje proivodnje putničke verzije ovog zrakoplova zbog male potražnje. Proizvodnja teretne (cargo) verzije je nastavljena. To je značilo da Rusija ostaje bez domaće proizvodnje širokotrupnih putničkih zrakoplova.

## Korisnici
Trenutni korisnici (srpanj 2014.):
| Korisnik                    | Tip zrakoplova | U floti | Naručeno | Spremljeno |
| --------------------------- | -------------- | ------- | -------- | ---------- |
| Aeroflot                    | Il-96-300      | 0       | 0        | 5          |
| Cubana                      | Il-96-300      | 4       | 0        | 0          |
| Domodedovo Airlines         | Il-96-300      | 0       | 0        | 3          |
| Ilyushin                    | Il-96-300      | 1       | 0        | 0          |
| Polet Airlines              | Il-96-400T     | 0       | 1        | 3          |
| Rusija (vladini zrakoplovi) | Il-96-300      | 8       | 2        | 0          |
| VASO                        | Il-96-400T     | 0       | 0        | 1          |
| Ukupno                      |                | 13      | 3        | 12         |

### Proizvodnja po godinama
| Godina      | 1988. | 1989. | 1990. | 1991. | 1992. | 1993. | 1994. | 1995. | 1996. | 1997. | 1998. | 1999. | 2000. | 2001. | 2002. |
| ----------- | ----- | ----- | ----- | ----- | ----- | ----- | ----- | ----- | ----- | ----- | ----- | ----- | ----- | ----- | ----- |
| Proizvedeno | 1     | 1     | 2     | 0     | 2     | 1     | 3     | 2     | 0     | 1     | 0     | 1     | 0     | 0     | 0     |
| Godina      | 2003. | 2004. | 2005. | 2006. | 2007. | 2008. | 2009. | 2010. | 2011. | 2012. | 2013. | 2014. |       |       |       |
| Proizvedeno | 1     | 2     | 1     | 2     | 2     | 0     | 2     | 0     | 1     | 1     | 1     | 0     |       |       |       |

## Specifikacije
| Mjere                         | Il-96-300 | Il-96M | Il-96T | Il-96-400 |
| ----------------------------- | --- | --- | --- | --- |
| Duljina                       | 55,3 m | 64,7 m | 63,939 m | 63,939 m |
| Širina                        | 60,11 m | 60,11 m | 60,11 m | 60,11 m |
| Površina krila                | 350 m² | 350 m² | 350 m² | 350 m² |
| Kut krila                     | 30° | 30° | 30° | 30° |
| Zakrilca                      | I – 2°/3° (275 KIAS), II 3°/25° (264 KIAS), III – 10°/25° (243 KIAS), IV – 25°/25° (210 KIAS) za polijetanje, V – 40°/25° (189 KIAS) za slijetanje | I – 2°/3° (275 KIAS), II 3°/25° (264 KIAS), III – 10°/25° (243 KIAS), IV – 25°/25° (210 KIAS) za polijetanje, V – 40°/25° (189 KIAS) za slijetanje | I – 2°/3° (275 KIAS), II 3°/25° (264 KIAS), III – 10°/25° (243 KIAS), IV – 25°/25° (210 KIAS) za polijetanje, V – 40°/25° (189 KIAS) za slijetanje | I – 2°/3° (275 KIAS), II 3°/25° (264 KIAS), III – 10°/25° (243 KIAS), IV – 25°/25° (210 KIAS) za polijetanje, V – 40°/25° (189 KIAS) za slijetanje |
| Širina kabine                 | 5,70 m | 5,70 m | 5,70 m | 5,70 m |
| Promjer trupa                 | 6,08 m | 6,08 m | 6,08 m | 6,08 m |
| Visina                        | 15,7 m | 15,7 m | 15,7 m | 15,7 m |
| Masa praznog zrakoplova       | 120.400 kg | 132.400 kg | 116.400 kg | 122.300 kg |
| Max. masa (bez goriva)        | 180.000 kg | | 208.400 kg | |
| Max. masa slijetanja          | 183.000 kg | 220.000 kg | 220.000 kg | 220.000 kg |
| Max. masa polijetanja         | 250.000 kg | 270.000 kg | 270.000 kg | 265.000 kg |
| Max. opterećenje              | 40.000 kg | 58.000 kg | 92.000 kg | 58.000 kg |
| Duljina piste pri polijetanju | 2.340 m | 3.000 m | 2.700 m | 2.700 m |
| Duljina piste pri slijetanju  | 860 m | 1.800 m | 1.650 m | 1.650 m |
| Brzina krstarenja             | 0,78 do 0,84 Mach ili 850 to 870 km/h | 0,78 do 0,84 Mach ili 850 to 870 km/h | 0,78 do 0,84 Mach ili 850 to 870 km/h | 0,78 do 0,84 Mach ili 850 to 870 km/h |
| Maksimalna brzina             | 0,84 Mach ili 900 km/h | 0,84 Mach ili 900 km/h | 0,84 Mach ili 900 km/h | 0,84 Mach ili 900 km/h |
| Maksimalna visina leta        | 13.100 m | 13.100 m | 13.100 m | 13.100 m |
| Visina krstarenja             | 9.000 do 12.000 m | 9.000 do 12.000 m | 9.000 do 12.000 m | 9.000 do 12.000 m |
| Dolet s max. opterećenjem     | 11.500 km | 12.800 km | 5.000 km | 10.000 km |
| Dolet s max. gorivom          | 13.500 km | 15.000 km | 12.000 km | 12.000 km |
| Max. kapacitet goriva         | 152.620 l | 152.620 l | 152.620 l | 152.620 l |
| Motori (x4)                   | Aviadvigatel PS-90A | Pratt & Whitney PW2000 | Pratt & Whitney PW2337 ili Aviadvigatel PS-90A1 | Aviadvigatel PS-90A1 |
| Potisak (x4)                  | PS-90A: 16.000 kg (35.242 lb) N2:10.425 RPM | 17.030 kg (37.511 lb) N2:12.360 RPM | PW2337: 17.030 kg (37.511 lb) N2:12.360 RPM | PS-90A1: 17.400 kg (38.326 lb) |
| Masa motora (x4)              | 2.950 kg | 3.314 kg | PW2337: 3.314 kg | 2.950 kg |
| Članovi pilotske kabine       | Tri | Dva | Dva | Dva (op. tri) |
| Kapacitet putnika (3 klase)   | 237 | 307 | | 315 |
| Kapacitet putnika (2 klase)   | 263 | 340 | | 386 |
| Kapacitet putnika (1 klasa)   | 300 | 420 | | 436 |
| Cargo kapacitet               | F.H.1: 9.000 kg (naprijed) F.H.2: 15.000 kg (nazad) F.H.3: 1.000 kg (nazad) 6 LD3 (naprijed) 10 LD3 (nazad)                                        | | 580m³ glavna paluba 114m³ prednja donja paluba 82m³ zadnja donja paluba 18 LD3 (naprijed) 14 LD3 (nazad)                                           | 114m³ prednja donja paluba 82m³ zadnja donja paluba 18 LD3 (naprijed) 14 LD3 (nazad)                                                               |

## Vanjske poveznice
|  | Zajednički poslužitelj ima još gradiva o temi Iljušin Il-96 |